# Alfonsas Petrulis

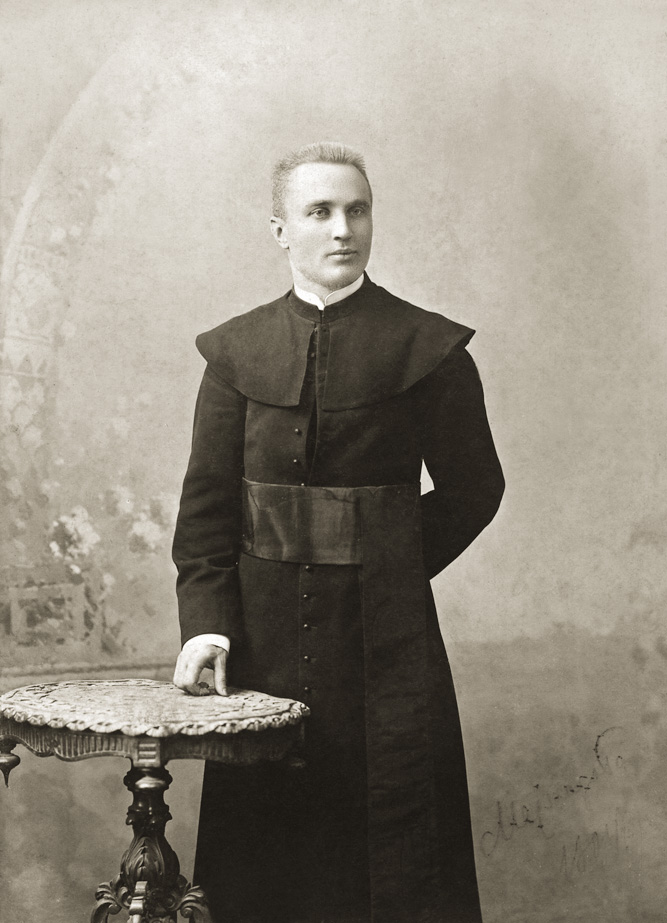
Alfonsas Petrulis

Alfonsas Petrulis (1873-1928) foi um padre católico e jornalista lituano, e um dos vinte signatários do Declaração de Independência da Lituânia.
Nascido perto de Biržai, ele frequentou seminários em Kaunas, Vilnius e São Petersburgo, e foi ordenado em 1899. Serviu em vários paróquias na Diocese de Vilnius. Petrulis foi ativo no movimento de independência lituana de 1899 a 1918; trabalhou em escolas e jornais, e pressionou para a liberdade de uso da língua lituana na igreja. 
Em 1917 foi membro da Conferência de Vilnius, e foi eleito para o Conselho da Lituânia, assinando a declaração de Independência em 1918. Ele então viajou até à Suíça, junto a outros quatro membros do conselho, para encorajar o reconhecimento formal do estado. Após retornar,  serviu como o secretário do Conselho e trabalhou nas leis que diziam respeito a religião na nova república. Continuou servindo funções pastorais até à sua morte em 1928.